# Пандольфини, Джанфранко
Джанфранко Пандольфини (итал. Gianfranco Pandolfini; 16 февраля 1920, Флоренция — 3 января 1997, Флоренция) — итальянский ватерполист, полевой игрок. Олимпийский чемпион 1948 года, чемпион Европы 1947 года.

## Биография
Джанфранко Пандольфини родился 16 сентября 1920 года в итальянском городе Флоренция.
Играл в водное поло за «Флоренцию», в составе которой дважды выигрывал чемпионат Италии.
В 1947 году в составе сборной Италии завоевал серебряную медаль чемпионата Европы в Монте-Карло.
В 1948 году вошёл в состав сборной Италии по водному поло на летних Олимпийских играх в Лондоне и завоевал золотую медаль. Играл в поле, провёл 6 матчей, забросил 2 мяча в ворота сборной Австралии.
Был награждён золотой медалью Олимпийского комитета Италии.
Умер 3 января 1997 года во Флоренции.

## Семья
Старший брат — Туллио Пандольфини (1914—1999), итальянский ватерполист и пловец. Олимпийский чемпион 1948 года.